# Горня Площиця
45°43′ пн. ш. 16°53′ сх. д. / 45.71° пн. ш. 16.89° сх. д.
Горня Площиця (хорв. Gornja Ploščica) — населений пункт у Хорватії, у Б'єловарсько-Білогорській жупанії у складі громади Велика Трновитиця.

## Населення
Населення за даними перепису 2011 року становило 39 осіб.
Динаміка чисельності населення поселення: